# Finn Pedersen
Pour les articles homonymes, voir Pedersen.
Finn Pedersen, né le 30 juillet 1925 à Roskilde où il est mort le 14 janvier 2012, est un rameur d'aviron danois.

## Palmarès

### Jeux olympiques
- Londres 1948
  -  Médaille d'or en deux barré[2]

### Championnats d'Europe
- Championnats d'Europe d'aviron 1947
  -  Médaille de bronze en deux barré.
- Championnats d'Europe d'aviron 1953
  -  Médaille de bronze en deux barré.
- Championnats d'Europe d'aviron 1954
  -  Médaille d'or en deux barré.